# Åke Edwardson
Åke Edwardson właśc. Karl Åke Peter Edvardsson (ur. 10 marca 1953 w Eksjö) – szwedzki autor powieści kryminalnych, a wcześniej wykładowca na Uniwersytecie w Göteborgu - mieście, gdzie dzieje się akcja utworów z udziałem Erika Wintera.
Edwardson pracował m.in. jako dziennikarz oraz rzecznik prasowy ONZ. Za swe powieści kryminalne został dwukrotnie wyróżniony nagrodą za najlepszą szwedzką powieść kryminalną (powieści Himlen är en plats på jorden i Dans med en ängel) oraz najlepszy debiut (powieść Till allt som varit dött). Nagrody te zostały przyznane przez Szwedzką Akademię Twórców Literatury Kryminalnej (szw. Svenska Deckarakademin). 

## Twórczość

### Książki z cyklu Erik Winter
- 1997 – Taniec z aniołem (Dans med en ängel)  – w przekładzie Alicji Rosenau, Wydawnictwo Czarna Owca, Warszawa 2010, ISBN 978-83-7554-249-3
- 1998 – Wołanie z oddali (Rop från långt avstånd)  – w przekładzie Małgorzaty Kłos, Wydawnictwo Czarna Owca, Warszawa 2011, ISBN 978-83-7554-286-8
- 1999 – Słońce i cień (Sol och skugga)  – w przekładzie Alicji Rosenau, Wydawnictwo Czarna Owca, Warszawa 2011, ISBN 978-83-7554-337-7
- 2000 – Niech to się nigdy nie kończy (Låt det aldrig ta slut)  – w przekładzie Małgorzaty Kłos, Wydawnictwo Czarna Owca, Warszawa 2012, ISBN 978-83-7554-387-2
- 2001 – Niebo to miejsce na ziemi (Himlen är en plats på jorden)  – w przekładzie Haliny Thylwe, Wydawnictwo Czarna Owca, Wyd. 2, Warszawa 2012, ISBN 978-83-7554-388-9
- 2002 – Kamienny żagiel (Segel av sten) – w przekładzie Małgorzaty Kłos i Pawła Urbanika, Wydawnictwo Czarna Owca, Warszawa 2012, ISBN 978-83-7554-389-6
- 2005 – Pokój numer 10 (Rum nummer 10) – w przekładzie Małgorzaty Kłos i Pawła Urbanika, Wydawnictwo Czarna Owca, Warszawa 2012, ISBN 978-83-7554-390-2
- 2006 – Najpiękniejszy kraj (Vänaste land) – w przekładzie Małgorzaty Kłos, Wydawnictwo Czarna Owca, Warszawa 2013, ISBN 978-83-7554-536-4
- 2007 – Prawie martwy (Nästan död man) – w przekładzie Alicji Rosenau, Wydawnictwo Czarna Owca, Warszawa 2013, ISBN 978-83-7554-537-1
- 2008 – Ostatnia zima (Den sista vintern) – w przekładzie Małgorzaty Kłos, Wydawnictwo Czarna Owca, Warszawa 2013, ISBN 978-83-7554-538-8
- 2012 – Dom na końcu świata (Hus vid världens ände) – w przekładzie Ingi Sawickiej, Wydawnictwo Czarna Owca, Warszawa 2017, ISBN 978-83-8015-450-6
- 2013 – Park Marconiego (Marconi Park) – w przekładzie Ingi Sawickiej, Wydawnictwo Czarna Owca, Warszawa 2017, ISBN 978-83-8015-452-0

### Inne
- 1995 – Till allt som varit dött
- 1996 – Gå ut min själ
- 1999 – Genomresa
- 2003 – Jukebox
- 2004 – Winterland
- 2005 – Samurajsommar
- 2006 – Drakmånad
- 2010 – Svalorna flyger så högt att ingen längre kan se dem
- 2011 – Möt mig i Estepona
- 2016 – Vintermörker: samlade spänningshistorier